# Henry McCullough
Pour les articles homonymes, voir McCullough.
Henry Campbell Liken McCullough est un guitariste, chanteur et compositeur irlandais, né le 21 juillet 1943 à Portstewart (Irlande du Nord) et mort le 14 juin 2016 à Ballymoney (comté d'Antrim).
Il a joué dans différents groupes comme les Wings, Spooky Tooth et The Grease Band. Il est le seul Irlandais à avoir joué au festival de Woodstock, où il accompagnait Joe Cocker.

## Biographie
Sa carrière a commencé avec The Skyrockets, Eire Apparent, et Sweeney's Men. À la fin des années 1960, il rejoint Joe Cocker dans son groupe : The Grease Band. Il a aussi joué sur l'album éponyme Cocker.
Ensuite, après un bref passage dans Spooky Tooth, il intègre les Wings de Paul McCartney et sera le créateur du remarquable solo de guitare de My Love. Il travaille ensuite avec Ronnie Lane.
McCullough a aussi entrepris une carrière solo, avec des albums comme Belfast To Boston (2001) et Unfinished Business (2002). Après son départ de Wings il a contribué aux albums solos de Denny Laine Japanese Tears (1980) et Linda McCartney Wide Prairie (1998) (enregistré en 1971 - paru en 1998).
Musicalement, il joue dans un style proche du blues, de la country et du folk. Il se produit régulièrement en Irlande du Nord et en Écosse, avec son groupe.
McCullough a subi une crise cardiaque en novembre 2012 le laissant dans un état critique. Sa mort a été annoncée par erreur sur RTÉ One par Ronan Collins, le 7 novembre. La BBC a dû s'excuser après avoir déclaré prématurément sa mort. Dans une interview avec le site Something Else, Denny Seiwell, le premier batteur des Wings qui a joué à la même période que McCullough dans le groupe, affirme qu'il est tout à fait improbable que celui-ci puisse récupérer totalement.

## Discographie solo
- Mind Your Own Business (1975)
- All Shook Up (1982), Maxi Single
- Hell of A Record (1984)
- Cut (1987)
- Get In The Hole (Live) (1989)
- Blue Sunset (1998)
- Failed Christian (1998)
- Belfast To Boston (2001)
- Unfinished Business (2002)

### Avec Spooky Tooth
- 1975 : The Best of Spooky Tooth